# Sindaci di Como
Di seguito l'elenco cronologico dei sindaci di Como e delle altre figure apicali equivalenti che si sono succedute nel corso della storia.

## Ducato di Milano (1410-1796)
| Periodo | Periodo | Primo cittadino             | Partito | Carica      | Note |
| ------- | ------- | --------------------------- | ------- | ----------- | ---- |
| 1410    | 1411    | Cristoforo della Strada     |         | podestà     | -    |
| 1449    |         | Bartolomeo Porro            |         | podestà     | -    |
| 1450    |         | Giacomo Rusconi             |         | podestà     | -    |
| 1450    | 1452    | Azzone Visconti             |         | podestà     | -    |
| 1452    | 1454    | Paolo da Carpi              |         | podestà     | -    |
| 1454    | 1456    | Paolo Amiconi               |         | podestà     | -    |
| 1456    | 1457    | Antoniotto Malaspina        |         | podestà     | -    |
| 1457    | 1460    | Guglielmo Suardi            |         | podestà     | -    |
| 1460    | 1462    | Paolo da Carpi              |         | podestà     | -    |
| 1462    | 1463    | Antoniotto Malaspina        |         | podestà     | -    |
| 1463    |         | Bartolomeo Schiaffinati     |         | podestà     | -    |
| 1463    |         | Angelo Trovamala            |         | podestà     | -    |
| 1463    | 1465    | Ambrogio Trovamala          |         | podestà     | -    |
| 1465    |         | Giovanni Zeno               |         | podestà     | -    |
| 1465    | 1467    | Giovanni Casati             |         | podestà     | -    |
| 1468    | 1470    | Antonio de la Ecclesia      |         | podestà     | -    |
| 1471    |         | Angioletto Ravaschieri      |         | podestà     | -    |
| 1472    |         | Anfronio Beccaria           |         | podestà     | -    |
| 1472    | 1475    | Gualtiero Folperti          |         | podestà     | -    |
| 1476    |         | Giovanni Antonio Gambaloita |         | podestà     | -    |
| 1476    | 1477    | Teodoro da Madregnano       |         | podestà     | -    |
| 1478    | 1479    | Maffiolo Visconti           |         | podestà     | -    |
| 1480    | 1483    | Maffeo Salvatici            |         | podestà     | -    |
| 1484    | 1487    | Luigi Arrigoni              |         | podestà     | -    |
| 1488    |         | Francesco Arrigoni          |         | podestà     | -    |
| 1488    |         | Simone de Ferariis          |         | podestà     | -    |
| 1489    | 1491    | Gian Giacomo Cotta          |         | podestà     | -    |
| 1491    | 1493    | Giovanni Angelo da Rho      |         | podestà     | -    |
| 1493    | 1494    | Francesco da Rho            |         | podestà     | -    |
| 1494    | 1495    | Baldassarre Blassia         |         | podestà     | -    |
| 1496    |         | Francesco Pagnani           |         | podestà     | -    |
| 1496    |         | Leonino Bigli               |         | podestà     | -    |
| 1496    | 1498    | Filippo Stampa              |         | podestà     | -    |
| 1499    |         | Galeazzo Inviziati          |         | podestà     | -    |
| 1500    | 1506    | Antoine de Bassey           |         | Governatore | -    |
| 1506    | 1516    | Jean De Bassey              |         | Governatore | -    |
| 1512    |         | Giambattista Della Pusterla |         | podestà     | -    |
| 1514    |         | Aurelio Della Pusterla      |         | podestà     | -    |
| 1515    |         | Giambattista Della Pusterla |         | podestà     | -    |
| 1515    | 1516    | Jean de la Palice           |         | Governatore | -    |
| 1516    | 1520    | Graziano Garro              |         | Governatore | -    |
| 1520    | ?       | Jean de la Palisse          |         | Governatore | -    |
| 1525    | 1526    | Gerardo D'Arco              |         | Governatore | -    |
| 1526    | ?       | Pedro Arias                 |         | Governatore | -    |
| 1530    | 1532    | Fabio Cupallato             |         | podestà     | -    |
| 1535    |         | Stefano De Marinoni         |         | podestà     | -    |
| 1536    |         | Omodeo Signorolo            |         | podestà     | -    |
| 1536    | 1537    | Camillo Borromeo            |         | Governatore | -    |
| 1537    | 1549    | Rodrigo De Arce             |         | Governatore | -    |
| 1536    | 1539    | Luigi Taverna               |         | podestà     | -    |
| 1549    | 1553    | Hernando Diez de Ledesina   |         | Governatore | -    |
| 1551    |         | Pomponio Cotta              |         | podestà     | -    |
| 1553    | 1563    | Rodrigo De Arce             |         | Governatore | -    |
| 1563    | 1565    | Guterio Da Cordova          |         | Governatore | -    |
|         | 1565    | Luigi Da Campo              |         | podestà     | -    |
| 1565    | 1578    | Giovanni Anguissola         |         | Governatore | -    |
| 1573    |         | Pietro Monforti             |         | podestà     | -    |
| 1578    | 1613    | Orazio Pallavicini          |         | Governatore | -    |
| 1615    |         | Fernando De La Rivera       |         | Governatore | -    |
| 1617    | 1635    | Ottavio Visconti            |         | Governatore | -    |
| 1635    | 1642    | Luigi Trotto                |         | Governatore | -    |
| 1643    | 1650    | Ludovico Arese              |         | Governatore | -    |
| 1650    |         | Bernabò Visconti            |         | Governatore | -    |
| 1653    | 1690    | Ercole Visconti             |         | Governatore | -    |
| 1690    | 1724    | Antonio Visconti            |         | Governatore | -    |
| 1724    | 1748    | Giuseppe Garzia di Ravenal  |         | Governatore | -    |
| 1748    |         | Schioppe                    |         | Governatore | -    |
| 1749    | 1751    | Barone di Sincere           |         | Governatore | -    |
| 1750    | 1753    | Pietro Paceco               |         | podestà     | -    |
| 1751    | 1758    | Solomon Sprecher            |         | Governatore | -    |
| 1758    | 1773    | Federico Hartenech          |         | Governatore | -    |
| 1753    | 1762    | Giacomo Masnago             |         | podestà     | -    |
| 1773    | 1788    | Conte Origo                 |         | Governatore | -    |

## Repubbliche sorelle/Regno d'Italia (1796-1815)
| Periodo           | Periodo   | Primo cittadino   | Partito | Carica  | Note |
| ----------------- | --------- | ----------------- | ------- | ------- | ---- |
| 17 settembre 1808 | fine 1815 | Gian Pietro Porro |         | podestà | -    |

## Regno Lombardo-Veneto (1815-1860)
| Periodo | Periodo | Primo cittadino       | Partito | Carica                        | Note |
| ------- | ------- | --------------------- | ------- | ----------------------------- | ---- |
| 1815    | 1826    | Giambattista Luraschi |         | podestà                       | -    |
| 1826    | 1831    | Francesco Rezzonico   |         | podestà                       | -    |
| 1831    | 1843    | Paolo Tatti           |         | podestà                       | -    |
| 1845    | 1848    | Tomaso Perti          |         | podestà                       | -    |
| 1849    | 1851    | Francesco Giovio      |         | Presidente della Municipalità | -    |
| 1851    | 1854    | Zanino Volta          |         | Pro Podestà                   | -    |
| 1854    | 1856    | Giuseppe Sebregondi   |         | podestà                       | -    |
| 1856    | 1858    | Ernesto Castiglioni   |         | podestà                       | -    |
| 1859    |         | Lorenzo Valerio       |         | Governatore                   | -    |

## Regno d'Italia (1861-1946)
Sindaci nominati dal governo (1861-1889)
| Periodo | Periodo | Primo cittadino       | Partito | Carica                   | Note |
| ------- | ------- | --------------------- | ------- | ------------------------ | ---- |
| 1860    | 1863    | Gherardo De Guglielmi |         | Sindaco                  | -    |
| 1863    | 1865    | Giuseppe Ambrosoli    |         | Sindaco                  | -    |
| 1865    | 1866    |                       |         | Regio Commissario        | -    |
| 1866    | 1868    | Giovanni Silo         |         | Sindaco                  | -    |
| 1869    | ?       | Luigi De Orchi        |         | Prosindaco               | -    |
| 1872    | 1877    | Giuseppe Brambilla    |         | Sindaco                  | -    |
| 1878    | ?       | Luigi Nobili          |         | Sindaco                  | -    |
| 1879    | 1882    | Filippo Rienti        |         | Sindaco facente funzioni | -    |
| 1882    | ?       | Carlo Scacchi         |         | Sindaco                  | -    |
| 1885    | 1889    | Giovanni Confalonieri |         | Sindaco                  | -    |

Sindaci eletti dal Consiglio comunale (1889-1926)
| Periodo | Periodo | Primo cittadino           | Partito                     | Carica                  | Note |
| ------- | ------- | ------------------------- | --------------------------- | ----------------------- | ---- |
| 1889    | 1897    | Giovanni Confalonieri     |                             | Sindaco                 | -    |
| 1897    | 1901    | Giovan Battista Cadenazzi |                             | Sindaco                 | -    |
| 1901    |         | Lazzaro Pagani            |                             | Sindaco                 | -    |
| 1902    | 1904    | Giovan Battista Cadenazzi |                             | Sindaco                 | -    |
| 1904    | ?       | Lazzaro Pagani            |                             | Sindaco                 | -    |
| 1908    | 1910    | Mariano Rosati            |                             | Sindaco                 | -    |
| 1910    | 1914    | ?                         |                             | Sindaco                 | -    |
| 1914    | 1918    | Mariano Rosati            |                             | Sindaco                 | -    |
| 1919    | 1922    | Angelo Noseda             | Partito Socialista Italiano | Sindaco                 | -    |
| 1922    |         |                           |                             | Regio Commissario       | -    |
| 1922    | 1923    | Paolo Nulli               | Partito Socialista Italiano | Sindaco                 | -    |
| 1923    | 1926    | Maggioni Luigi            |                             | Commissario prefettizio | -    |

Podestà nominati dal governo (1926-1945)
| Periodo           | Periodo           | Primo cittadino   | Partito                       | Carica                  | Note |
| ----------------- | ----------------- | ----------------- | ----------------------------- | ----------------------- | ---- |
| 1926              | 1928              | Carlo Baragiola   | Partito Nazionale Fascista    | podestà                 | -    |
| 1928              | 1930              |                   |                               | Commissario Prefettizio | -    |
| 1930              |                   | Ettore Zanconato  |                               | Commissario prefettizio |      |
| 1930              | 15 settembre 1934 | Luigi Negretti    | Partito Nazionale Fascista    | podestà                 | -    |
| 15 settembre 1934 | 16 agosto 1943    | Attilio Terragni  | Partito Nazionale Fascista    | podestà                 | -    |
| 1943              |                   | Eugenio Rosasco   |                               | Commissario prefettizio | -    |
| 1943              |                   | Luigi Bulgheroni  |                               | Commissario prefettizio | -    |
| 1944              | 1945              | Carlo Cappelletti | Partito Fascista Repubblicano | podestà                 | -    |

Sindaci nominati dal Comitato di Liberazione Nazionale (1945-1946)
| Periodo | Periodo | Primo cittadino | Partito                    | Carica  | Note |
| ------- | ------- | --------------- | -------------------------- | ------- | ---- |
| 1945    | 1946    | Armando Marnini | Partito Comunista Italiano | Sindaco | -    |

## Repubblica italiana (dal 1946)
| Sindaci eletti dal Consiglio comunale (1946-1994)    | Sindaci eletti dal Consiglio comunale (1946-1994) | Sindaci eletti dal Consiglio comunale (1946-1994) | Sindaci eletti dal Consiglio comunale (1946-1994) | Sindaci eletti dal Consiglio comunale (1946-1994) | Sindaci eletti dal Consiglio comunale (1946-1994) | Sindaci eletti dal Consiglio comunale (1946-1994) | Sindaci eletti dal Consiglio comunale (1946-1994) | Sindaci eletti dal Consiglio comunale (1946-1994) |
| Nominativo                                           | Nominativo                                        | Partito                                           | Partito                                           | Partito                                           | Partito                                           | Mandato                                           | Mandato                                           | Elezione                                          |
| Nominativo                                           | Nominativo                                        | Partito                                           | Partito                                           | Partito                                           | Partito                                           | Inizio                                            | Fine                                              | Elezione                                          |
| ---------------------------------------------------- | ------------------------------------------------- | ------------------------------------------------- | ------------------------------------------------- | ------------------------------------------------- | ------------------------------------------------- | ------------------------------------------------- | ------------------------------------------------- | ------------------------------------------------- |
|                                                      | Giuseppe Terragni                                 |                                                   | Democrazia Cristiana                              | Democrazia Cristiana                              | Democrazia Cristiana                              | 1946                                              | 1951                                              | Elezione 1946                                     |
| 1951                                                 | Giuseppe Terragni                                 | 1952                                              | Democrazia Cristiana                              | Democrazia Cristiana                              | Democrazia Cristiana                              | Elezione 1951                                     |                                                   |                                                   |
|                                                      | Paolo Piadeni                                     |                                                   | Democrazia Cristiana                              | Democrazia Cristiana                              | Democrazia Cristiana                              | Elezione 1951                                     | 1952                                              | 1956                                              |
|                                                      | Lino Gelpi                                        |                                                   | Democrazia Cristiana                              | Democrazia Cristiana                              | Democrazia Cristiana                              | 1956                                              | 1960                                              | Elezione 1956                                     |
| 1960                                                 | Lino Gelpi                                        | 1964                                              | Democrazia Cristiana                              | Democrazia Cristiana                              | Democrazia Cristiana                              | Elezione 1960                                     |                                                   |                                                   |
| 1964                                                 | Lino Gelpi                                        | 1970                                              | Democrazia Cristiana                              | Democrazia Cristiana                              | Democrazia Cristiana                              | Elezione 1964                                     |                                                   |                                                   |
|                                                      | Antonio Spallino                                  |                                                   | Democrazia Cristiana                              | Democrazia Cristiana                              | Democrazia Cristiana                              | 1970                                              | 1975                                              | Elezione 1970                                     |
| 1975                                                 | Antonio Spallino                                  | 1980                                              | Democrazia Cristiana                              | Democrazia Cristiana                              | Democrazia Cristiana                              | Elezione 1975                                     |                                                   |                                                   |
| 1980                                                 | Antonio Spallino                                  | 1985                                              | Democrazia Cristiana                              | Democrazia Cristiana                              | Democrazia Cristiana                              | Elezione 1980                                     |                                                   |                                                   |
|                                                      | Sergio Simone                                     |                                                   | Partito Socialista Italiano                       | Partito Socialista Italiano                       | Partito Socialista Italiano                       | 1985                                              | 1988                                              | Elezione 1985                                     |
|                                                      | Angelo Meda                                       |                                                   | Democrazia Cristiana                              | Democrazia Cristiana                              | Democrazia Cristiana                              | 1988                                              | luglio 1990                                       | Elezione 1985                                     |
|                                                      | Felice Bernasconi                                 |                                                   | Democrazia Cristiana                              | Democrazia Cristiana                              | Democrazia Cristiana                              | luglio 1990                                       | 30 ottobre 1992                                   | Elezione 1990                                     |
|                                                      | Renzo Pigni                                       |                                                   | Indipendente                                      | Indipendente                                      | Indipendente                                      | 30 ottobre 1992                                   | 15 dicembre 1993                                  | Elezione 1990                                     |
|                                                      | Armando Levante (Commissario prefettizio)         | –                                                 | –                                                 | –                                                 | –                                                 | 15 dicembre 1993                                  | 12 luglio 1994                                    | –                                                 |
| Sindaci eletti direttamente dai cittadini (dal 1994) |                                                   |                                                   |                                                   |                                                   |                                                   |                                                   |                                                   |                                                   |
| Nominativo                                           | Nominativo                                        | Partito                                           | Partito                                           | Coalizione                                        | Coalizione                                        | Mandato                                           | Mandato                                           | Elezione                                          |
| Nominativo                                           | Nominativo                                        | Partito                                           | Partito                                           | Coalizione                                        | Coalizione                                        | Inizio                                            | Fine                                              | Elezione                                          |
|                                                      | Alberto Botta                                     |                                                   | Forza Italia                                      |                                                   | FI-AN-CCD                                         | 12 luglio 1994                                    | 24 maggio 1998                                    | Elezione 1994                                     |
|                                                      | Alberto Botta                                     | FI-AN-L. civiche                                  | Forza Italia                                      | 25 maggio 1998                                    | 28 maggio 2002                                    | Elezione 1998                                     |                                                   |                                                   |
|                                                      | Stefano Bruni                                     |                                                   | Forza Italia                                      |                                                   | FI-LN-AN-UDC                                      | 28 maggio 2002                                    | 30 maggio 2007                                    | Elezione 2002                                     |
|                                                      | Stefano Bruni                                     | FI-LN-AN-UDC                                      | Forza Italia                                      | 30 maggio 2007                                    | 22 maggio 2012                                    | Elezione 2007                                     |                                                   |                                                   |
|                                                      | Mario Lucini                                      |                                                   | Partito Democratico                               |                                                   | PD-SEL-L. civiche                                 | 22 maggio 2012                                    | 27 giugno 2017                                    | Elezione 2012                                     |
|                                                      | Mario Landriscina                                 |                                                   | Indipendente                                      |                                                   | FI-LN-FdI-L. civiche                              | 27 giugno 2017                                    | 29 giugno 2022                                    | Elezione 2017                                     |
|                                                      | Alessandro Rapinese                               |                                                   | Indipendente                                      |                                                   | L. civica                                         | 29 giugno 2022                                    | in carica                                         | Elezione 2022                                     |